# Виолета Гюлмезова
Виолета Гюлмезова е българска поп певица. Съпруга е на композитора Красимир Гюлмезов. Участва в групите „Домино“, „Шик“ и „Тоника Домини“.

## Биография
Виолета Гюлмезова е родена на 5 декември 1960 г. в Костинброд.
Членува в група „Домино“, където се запознава с бъдещия си съпруг - Красимир Гюлмезов.